# Герб на Твърдица
Гербът на Твърдица е решен в три основни цвята – бял, зелен и червен, подобно на цветовете на националния трибагреник.

## Композиция
Гербът изобразяват стилизирано в бял/сребрист цвят крепост. Този елемент разкрива произхода името на града – Твърдица, от „твърд“. Името идва и от факта, че край българската Твърдица някога е имало крепост, която е служила да пази прохода от османците.

## Герб на Твърдица в Молдова
Гербът от 18 юли 2022 г. на град Твърдица от Република Молдова (населен предимно с българи) съдържа бял (сребрист), червен и зелен цветове, които показват кръвната връзка с град Твърдица (Сливенска област, Република България).

Като основен български държавен хералдически символ, който символизира духовната връзка с българския народ, своето видно място заема лъвът. На молдовския герб присъства леопардоподобен лъв. Той е повторение на образа на лъв, какъвто се намира на  герба на българските колонии в южната част на Бесарабия в миналото. Движението на лъва от запад на изток е символ на движещите се от българската Твърдица преселници от България към Бесарабия. Гербовият щит е увенчан със сребърна корона с три кули. В този вид е необходим елемент на молдовските градски гербове, сочейки, че Бесарабия е била част от Молдовското княжество в своето минало. В съвременния период стилизираната крепост е символ за силата на българския дух и съхранената културата  на твърдичани в Бесарабия през годините на престой. Петте кули на крепостта символизират петте етапа от историята на Твърдица - български период, царски, румънски, съветски и независима Република Молдова. Стилизираното грозде символизира основните местни  занаяти в земеделието – лозарство и винарство.